# 蓋塔 (羅馬皇帝)
塞普提米乌斯·盖塔（Publius Septimius Geta，189年3月7日—211年12月26日），塞普蒂米乌斯·塞维鲁之子，卡拉卡拉之弟，他是塞维鲁和尤利亚·多姆娜（Julia Domna）的儿子，塞维鲁去世后，盖塔被宣布和其兄卡拉卡拉同为共治皇帝。然而不久以后卡拉卡拉就暗杀了盖塔，同时被害的还有卡拉卡拉的岳父盖乌斯·弗拉维乌斯·普罗汀纳斯（Gaius Flavius Plautianus）和卡拉卡拉的妻子弗拉维娅·普罗提拉（Flavia Plautilla）。随后卡拉卡拉处死了盖塔的支持者，并让元老院立法通过一项除忆诅咒，消除盖塔的功迹记录。
2024年电影《角斗士2》中  约瑟夫·奎因 饰演盖塔。